# Auston Matthews
Auston Matthews (San Ramón, California, 17 de septiembre de 1997), apodado Papi, A-Matts, Matts o Matty, entre otros, es un jugador profesional estadounidense de hockey sobre hielo que se desempeña en la posición de centro en Toronto Maple Leafs, equipo de la National Hockey League (NHL).

## Carrera
Fue seleccionado en la primera ronda en la NHL Entry Draft de 2016. Hizo su debut profesional con el equipo Toronto Maple Leafs, donde lleva jugando ocho temporadas.